# Reactor refrigerat per gas a alta temperatura

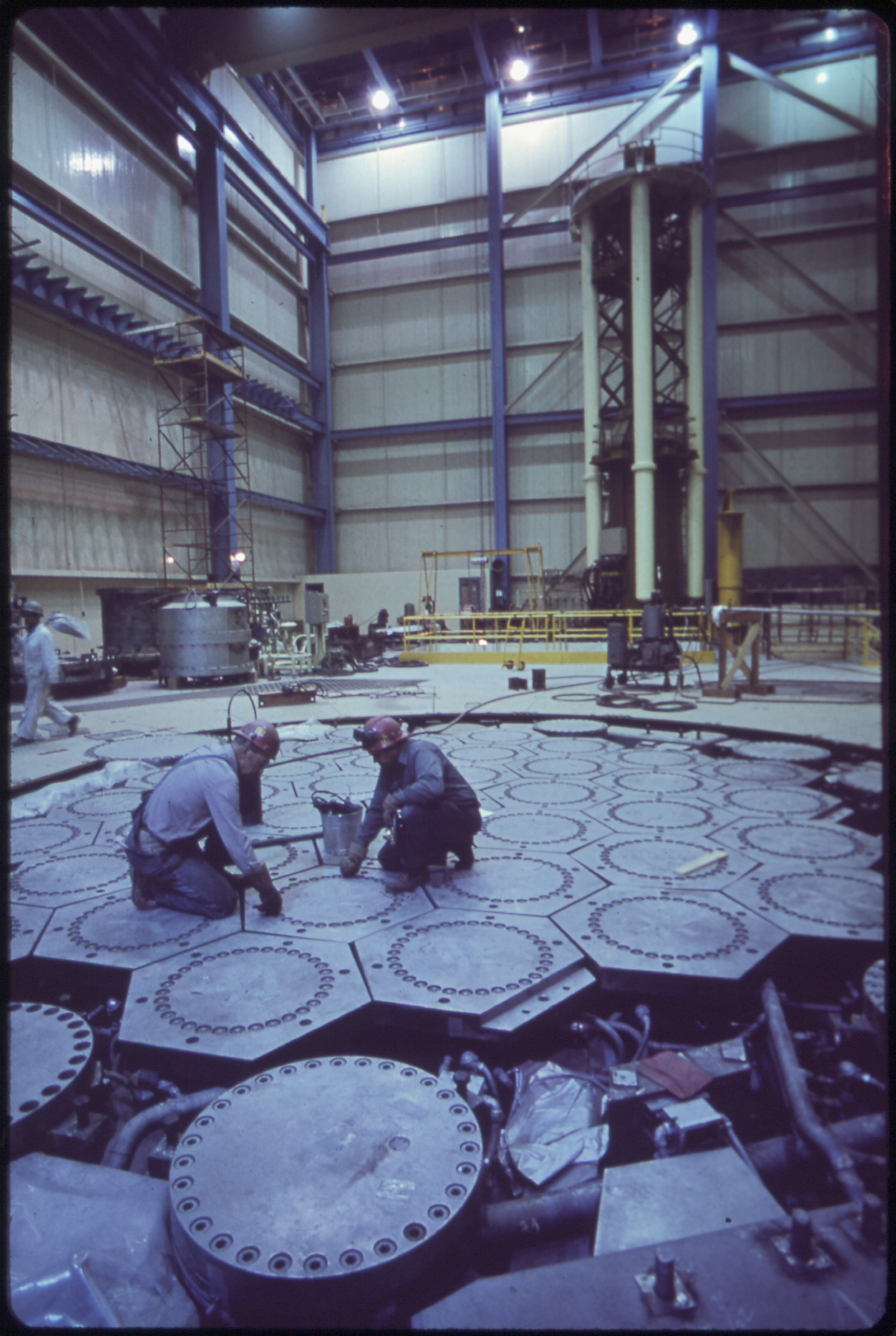
Pis de repostar al Fort Saint Vrain HTGR, 1972

Un reactor refrigerat per gas d'alta temperatura (HTGR) és un tipus de reactor nuclear refrigerat per gas que utilitza combustible d'urani i moderació de grafit per produir temperatures de sortida molt altes del nucli del reactor. Tots els reactors HTGR existents utilitzen refrigerant d'heli. El nucli del reactor pot ser un "bloc prismàtic" (que recorda un nucli de reactor convencional) o un nucli de " llit de còdols ". China Huaneng Group opera actualment HTR-PM, una central elèctrica HTGR de 250 MW a la província de Shandong, Xina.
Les altes temperatures de funcionament dels reactors HTGR permeten potencialment aplicacions com ara la producció de calor de procés o d'hidrogen mitjançant el cicle termoquímic sofre-iode. Un desenvolupament proposat de l'HGTR és el reactor de temperatura molt alta (VHTR) de la IV generació que funcionaria inicialment amb temperatures de 750 a 950°C.

## Història
L'any 1944 Farrington Daniels, llavors director associat de la divisió de química del Laboratori Metal·lúrgic de la Universitat de Chicago, va proposar l'ús d'un reactor refrigerat per gas a alta temperatura per a la producció d'energia. Inicialment, Daniels va preveure un reactor amb moderador de beril·li. El desenvolupament d'aquesta proposta de disseny d'alta temperatura va continuar a la Power Pile Division dels Clinton Laboratories (conegut ara com a Oak Ridge National Laboratory) fins a 1947. El professor Rudolf Schulten a Alemanya també va tenir un paper en el desenvolupament durant la dècada de 1950. Peter Fortescue, mentre estava a General Atomics, va ser líder de l'equip responsable del desenvolupament inicial del reactor refrigerat per gas d'alta temperatura (HTGR), així com del sistema de reactor ràpid refrigerat per gas (GCFR).
El reactor de la unitat 1 de Peach Bottom als Estats Units va ser el primer HTGR a produir electricitat, i ho va fer amb molt d'èxit, amb un funcionament des de 1966 fins a 1974 com a demostrador de tecnologia. L'estació generadora de Fort St. Vrain va ser un exemple d'aquest disseny que va funcionar com a HTGR de 1979 a 1989. Tot i que el reactor es va veure afectat per alguns problemes que van portar a la seva clausura a causa de factors econòmics, va servir com a prova del concepte HTGR als Estats Units (tot i que des d'aleshores no s'han desenvolupat nous HTGR comercials).
Els HTGR experimentals també han existit al Regne Unit (el reactor Dragon) i Alemanya (reactor AVR i THTR-300), i actualment existeixen al Japó (el reactor de prova d'enginyeria d'alta temperatura que utilitza combustible prismàtic amb 30MW de capacitat) i la Xina. (el HTR-10, un disseny de llit de còdols amb 10 MWe de generació). Dos HTGR de llit de còdols a gran escala, els reactors HTR-PM, cadascun amb 100 MW de capacitat de producció elèctrica, han entrat en funcionament a la Xina a partir del 2021.

## Disseny del reactor

### Moderador de neutrons
El moderador de neutrons és de grafit, encara que si el nucli del reactor està configurat en blocs prismàtics de grafit o en còdols de grafit depèn del disseny de l'HTGR.

### Combustible nuclear
El combustible utilitzat en els HTGR són partícules de combustible recobertes, com TRISO partícules de combustible. Les partícules de combustible recobertes tenen nuclis de combustible, generalment fets de diòxid d'urani, però també hi ha possibilitats de carbur d'urani o d'oxicarbur d'urani. L'oxicarbur d'urani combina el carbur d'urani amb el diòxid d'urani per reduir l'estequiometria de l'oxigen. Menys oxigen pot reduir la pressió interna de les partícules TRISO causada per la formació de monòxid de carboni, a causa de l'oxidació de la capa de carboni porosa de la partícula. Les partícules TRISO es dispersen en un còdol per al disseny del llit de còdols o es modelen en compactes/varetes que després s'insereixen als blocs de grafit hexagonals. El concepte de combustible QUADRISO ideat al Laboratori Nacional d'Argonne s'ha utilitzat per gestionar millor l'excés de reactivitat.

### Refrigerant
L'heli ha estat el refrigerant utilitzat en tots els HTGR fins ara. L'heli és un gas inert, de manera que generalment no reacciona químicament amb cap material. A més, exposar l'heli a la radiació de neutrons no el fa radioactiu, a diferència de la majoria d'altres possibles refrigerants.

### Control
En els dissenys prismàtics, les barres de control s'insereixen en forats tallats als blocs de grafit que formen el nucli. El VHTR es controlarà com els dissenys actuals de PBMR si utilitza un nucli de llit de còdols, les barres de control s'inseriran al reflector de grafit circumdant. El control també es pot aconseguir afegint còdols que contenen absorbents de neutrons.